# Alanno
Alanno ist eine italienische Gemeinde in der Provinz Pescara in der Region Abruzzen.

## Lage und Daten
Alanno liegt 35 Kilometer südwestlich von Pescara. Hier wohnen 3325 Einwohner. Die Ortsteile sind Alanno Stazione, Case, Catena, Colle Grande, Costa delle Plaie, Feliceantonio, Fraticelli, Gobeo, Madonnella, Maltempo, Oratorio, Pennesi, Petricca, Ponte Fara, Prati, Sperduto, Tarantolà, Ticchione und Zampetta. Die Nachbargemeinden sind Cugnoli, Manoppello, Nocciano, Pietranico, Rosciano, Scafa, Torre de’ Passeri und Turrivalignani.
Die Gemeinde verfügt über einen Autobahnanschluss zur A25. Es gibt auch einen kleinen Flugplatz (Aviosuperficie) für die Allgemeine Luftfahrt.
Die Einwohner der Stadt leben vom Tourismus und von der Landwirtschaft (Weinbau).

## Geschichte
Der Ursprung des Ortes ist unbekannt.

## Sehenswürdigkeiten

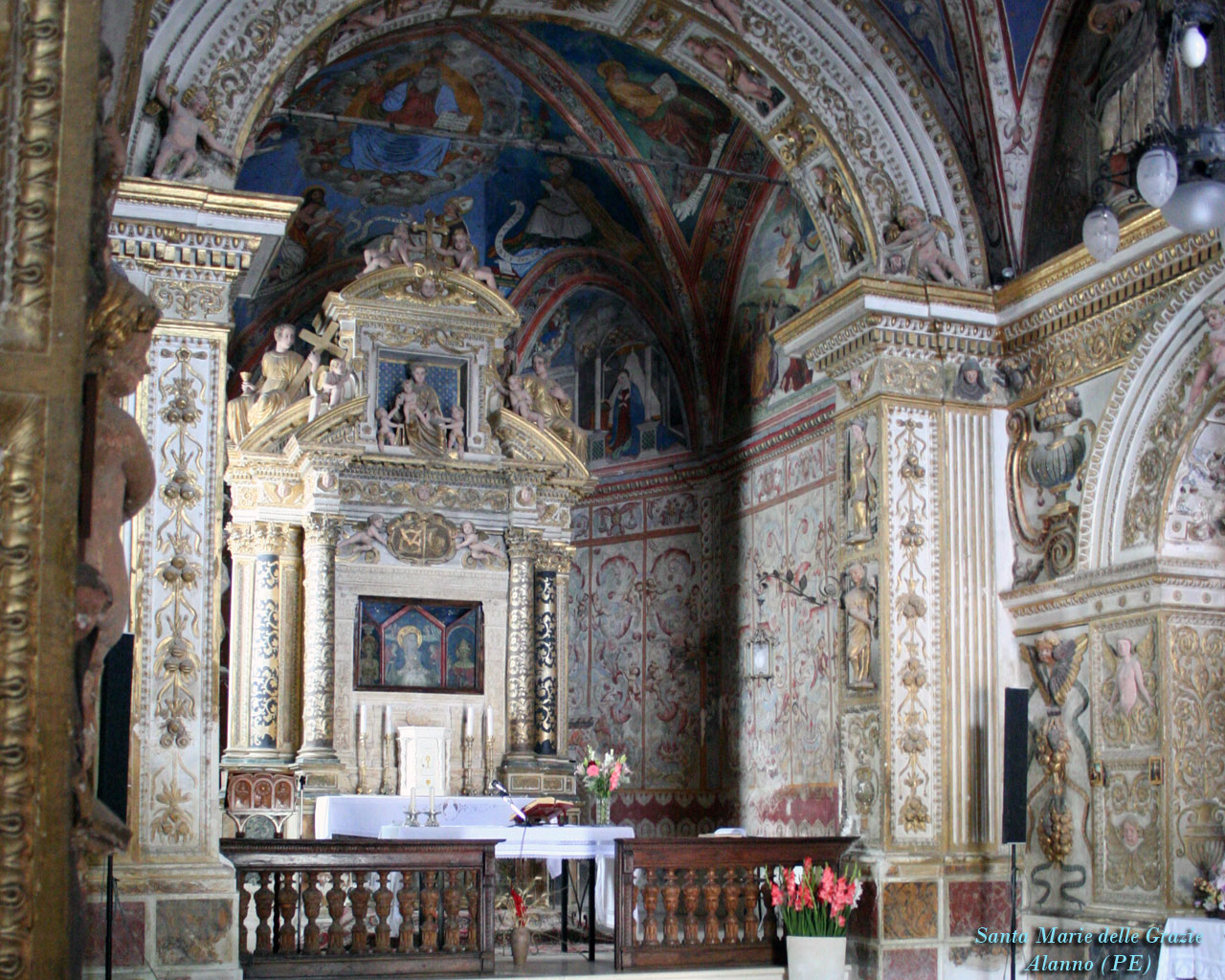
In der Kirche Santa Maria delle Grazie

Die Altstadt von Alanno liegt auf einem Hügel. Hier stehen auch noch drei Türme aus dem Mittelalter. Sehenswert ist die Kirche von Francis und die Kirche S.Maria delle Grazie. Drei Kilometer außerhalb des Ortes liegt die Kirche dell’Oratorio delle Grazie aus dem 17. Jahrhundert.

## Weinbau
In der Gemeinde werden Reben der Sorte Montepulciano für den DOC-Wein Montepulciano d’Abruzzo angebaut.